# マーブル/忘れないよ。
『マーブル／忘れないよ。』（マーブル／わすれないよ）は、中島愛の7枚目のシングル。2012年8月1日にflying DOGから発売された。

## 概要
前作『TRY UNITE!/Hello!』から約6か月でのリリースとなる2012年2作目のシングル。前作に続いて両A面シングルとなる。「マーブル」は、テレビアニメ『輪廻のラグランジェ season2』のオープニングテーマに使用された。販売形態は初回限定盤と通常盤の2種リリースで、前者には表題曲のPVを収めたDVDが同梱されている。

## 収録曲
1. マーブル [5:45]
作詞：岩里祐穂、作曲・編曲：ラスマス・フェイバー
テレビアニメ『輪廻のラグランジェ season2』オープニングテーマ
中島曰く「音が厚く奥行きがあり、ハウスの要素も取り入れた温かみのある曲」で[2]、曲中でもポップスとクラシック調の弦が活躍している[3]。
曲の雰囲気は、音の1つ1つにキャラ付けがされているため、あたかも「登場人物がたくさんいるようなイメージ」となっている。なおレコーディングの際は「口角を上げて歌う」ようにしたという[2]。
PVは、監督の意向で白黒の衣装に「雷鳴のような響き」を取り入れた映像に仕上がっている[2]。
2. 忘れないよ。 [4:50]
作詞・作曲：矢吹香那、編曲：清水信之
テレビアニメ『輪廻のラグランジェ season2』スペシャルエンディングテーマ
ふるさとをテーマとしている[2]。
3. マーブル -bis- [1:26]
作曲・編曲・ピアノ演奏：ラスマス・フェイバー
4. TRY UNITE! -Live Version- [6:34]
作詞：サエキけんぞう、作曲：ラスマス・フェイバー、編曲：西脇辰弥
5. Hello! -Live Version- [5:22]
作詞・作曲：北川勝利、編曲：西脇辰弥
6. マーブル -Instrumental-
7. 忘れないよ。 -Instrumental-

DVD（初回限定盤のみ）
1. マーブル Music Clip